# Toutinegra-de-bigodes-ocidental
A toutinegra-de-bigodes-ocidental (Curruca iberiae) é uma pequena ave da família Sylviidae que se reproduz nas áreas no sudoeste da Europa e no noroeste da África.
Como a maioria das espécies de Curruca, possui plumagens masculinas e femininas distintas. O macho adulto tem o dorso e a cabeça cinzas, partes inferiores vermelhas-tijolo e listras malares brancas ("bigodes"). A fêmea é predominantemente acastanhada em cima, com a cabeça mais cinza, e esbranquiçada em baixo com um tom rosado. A toutinegra-de-bigodes-ocidental tem um canto rápido e estridente que é semelhante ao do papa-amoras-cinzento.
É uma ave de terreno aberto e seco, geralmente em encostas de serras, com arbustos para nidificar. O ninho é construído em arbustos baixos ou tojos, e são depositados de 3 a 5 ovos. Como a maioria das "toutinegras", ela é insetívora, mas também come frutas.

## Habitat e ecologia
Esta espécie prefere matagais heterogéneos, altos e densos, com cobertura arbórea esparsa em áreas mediterrânicas secas, particularmente matagais de azinheira (Quercus ilex), medronheiro (Arbutus) e urzes (Erica). Também é frequentemente encontrada em povoamentos jovens de sobreiro (Quercus suber) e em matagais densos sem árvores. Ela usa formações arbustivas dominadas por silvas (Rubus fruticosus) ao longo de ravinas ensolaradas e fundos de vales e prefere as fases intermediárias da sucessão pós-incêndio florestal. A época da reprodução é do final de março ao final de junho. A espécie é monogâmica. O macho constrói vários "ninhos de galo", mas ambos os sexos constroem o ninho de reprodução, que é um recipiente profundo e robusto feito de gramíneas, raízes finas e folhas, forrado com gramíneas mais finas, raízes finas e pelos. É colocado em arbustos baixos ou pequenas árvores, aos 30–130 cm acima do solo. As ninhadas são de três a cinco ovos. A dieta é composta principalmente de pequenos insetos e suas larvas, mas fora da época de reprodução também são consumidos frutos e bagas. A espécie é uma migrante de longa distância, que passa o inverno na África Subsaariana (Aymí et al. 2015).

## Classificação
É considerada uma espécie separada desde 2020, quando Toutinegra-carrasqueira (Curruca cantillans) foi dividida.